# پاکسازی حزب بعث (۱۹۷۹)
پاکسازی حزب بعث در سال  ۱۹۷۹  ( به عربی: تطهیر حزب البعث) یا قتل عام رفقا (به عربی: مجزرة الرفاق) یک پاکسازی عمومی بود که در حزب بعث عراق صورت گرفت. این پاکسازی توسط صدام حسین رئیس‌جمهور بعدی عراق رهبری شد. این واقعه در ۲۲ ژوئیه ۱۹۷۹ و شش روز پس از رسیدن صدام به مقام ریاست جمهوری (۱۶ ژوئیه ١٩٧٩) رخ داد.
شش روز پس از استعفای احمد حسن البکر و رسیدن صدام حسین به مقام ریاست جمهوری عراق، دبیری منطقه‌ای حزب بعث سوسیالیست عرب و ریاست شورای فرماندهی انقلاب (RCC)، او کنفرانسی برای اعضای حزب بعث در تالار الخلد بغداد ترتیب داد تا کارزار دستگیری و اعدام کسانی که با به قدرت رسیدن وی مخالف بودند را آغاز کند. او این پاکسازی را جهت تحکیم قدرت و گسترش نفوذ خود به راه انداخت. در میان این افراد نام محی عبدالحسین ، منشی سابق احمد حسن البکر دیده می شود. اسامی افرادی که قرار بود کشته شوند، اعلام می‌شد و سپس برای اعدام به بیرون از سالن برده می‌شدند. تبلیغات بعثی‌ها در آن زمان دلیل این اعدام‌ها را توطئه و خیانت این افراد به حزب بعث سوسیالیست اعلام می‌کرد.

صفحه اول روزنامه الجمهوریه که به خبر صدور حکم علیه اعضای حزب بعث اشاره کرده است

صفحه هفتم روزنامه الجمهوریه که ادامه خبر در آن دیده می‌شود

## پیش زمینه

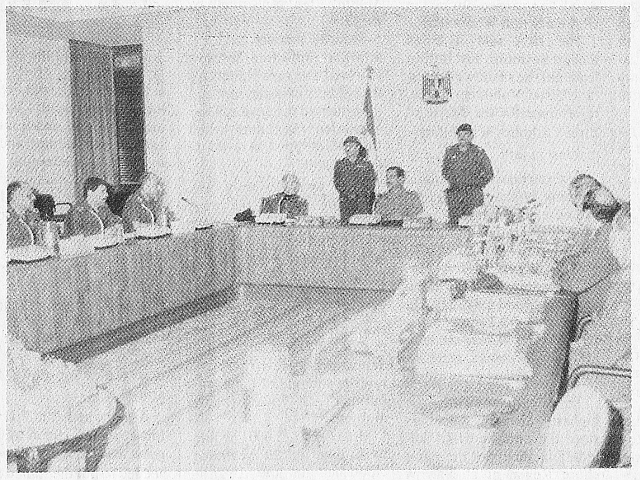
این عکس جلسه‌ای را نشان می‌دهد که به پاکسازی حزب بعث در سال ۱۹۷۹ مرتبط است. در این تصویر، مقامات و اعضای ارشد حزب بعث عراق در حال برگزاری جلسه‌ای رسمی هستند. این تصویر با بخش "پیش زمینه" مقاله مرتبط است زیرا به وضوح نشان‌دهنده محیط سیاسی و تصمیم‌گیری‌های کلیدی درون حزب بعث در زمان پاکسازی‌ها است. این جلسات بخش مهمی از زمینه تاریخی رویدادهای مربوط به پاکسازی حزب بعث را فراهم می‌کنند.

در اوایل سال ۱۹۷۹، احمد حسن البکر، رئیس‌جمهور عراق و رئیس شورای فرماندهی انقلاب (RCC) شروع به انعقاد معاهداتی با سوریه کرد که طبق آن دو کشور عراق و سوریه تحت رهبری حزب بعث با یکدیگر متحد خواهند شد. قرار بود رئیس‌جمهور سوریه حافظ اسد، معاون اتحادیه بعثی شود و این امر باعث به حاشیه راندن صدام حسین و حامیان اهل سنت وی می‌شد. صدام برای حفظ قدرت خود دست به کار شد. حسن البکر که بیمار بود در ۱۶ ژوئیه تحت تأثیر تهدیدهای صدام استعفا داد و در بیانیه‌ای رسماً اعلام کرد که ریاست جمهوری و ریاست شورای فرماندهی انقلاب را به «رفیق صدام حسین» منتقل کرده‌است. دبیرکل شورای فرماندهی انقلاب، محی عبدالحسین، نسبت به این انتقال قدرت اعتراض کرد.

## وقایع
صدام با عجله در ۲۲ ژوئیه اقدام به تشکیل مجمع رهبران حزب بعث کرد. در حین برگزاری مجمع، که به دستور صدام از آن فیلمبرداری می‌شد، ادعا کرد که ستون پنجم را در درون حزب بعث کشف کرده‌است. محی عبدالحسین، پس از چندین روز شکنجه جسمی که کاملاً در هم شکسته شده بود و تهدید وی مبنی بر اعدام اعضای خانواده‌اش، اعتراف کرد که او نقش اصلی را در نقشه‌ای که دولت سوریه علیه دولت عراق طراحی کرده بر عهده دارد و سپس اسامی ۶۸ نفر از همدستان ادعایی خود را خواند. آنهایی که نامشان خوانده می‌شد یکی یکی از محل مجمع خارج و به بازداشتگاه انتقال داده می‌شدند. پس از خواندن فهرست اسامی، صدام به کسانی که اسم آنها خوانده نشده بود و بر روی صندلی‌های محل مجمع نشسته بودند بابت وفاداری به وی در گذشته و آینده تبریک گفت. دستگیرشدگان در این جلسه همگی با هم محاکمه و متهم به خیانت شدند. بیست و دو نفر، از جمله پنج نفر از اعضای شورای فرماندهی انقلاب، به اعدام محکوم شدند. سپس به افرادی که از این واقعه نجات یافته بودند اسلحه داده می‌شد و آنها را برای اعدام هم حزبی‌هایشان به محل اعدام می‌بردند.

## پیامدها
تا اول اوت صدها نفر از اعضای عالی‌رتبه حزب بعث اعدام شدند. در تاریخ ۸ اوت، آژانس خبری عراق اعلام کرد که بیست و یک نفر از آن بیست و دو نفر به دلیل نقشی که «در توطئه برای سرنگونی رئیس‌جمهور جدید عراق» داشته‌اند به جوخه اعدام سپرده شده و اعدام شده‌اند. این آژانس خبری گفت که نفر بیست و دوم به‌طور غیابی محکوم به اعدام شده‌است چرا که نتوانسته‌اند محل اختفای او را پیدا کنند. نوار اتفاقات رخ داده در مجمع و اعدام‌ها در سراسر کشور توزیع شد. در بعد از ظهر یکی از روزهای اوت سال ۱۹۷۹، صدام با چهره‌ای عصبی و ناراحت از بالکن کاخ ریاست جمهوری واقع در بغداد به ۵۰ هزار از هوادارانش که در آنجا جمع شده بودند اطلاع داد که او به تازگی شاهد مجازات ۲۱ تن از افرادی بوده که دادگاه حکم اعدام آنها را صادر کرده بود، آنها توسط جوخه اعدام، مجازات شدند. سپس جمعیت او را تشویق کرد.
کریستوفر هیچنز استدلال کرد که این پاکسازی، همان نقطه عطفی بود که در آن صدام تبدیل به رهبر مطلق عراق شد. او این پاکسازی را با شب دشنه‌های بلند در آلمان نازی و قتل سرگئی کیروف، که سرآغاز پاکسازی بزرگ در اتحاد جماهیر شوروی بود، مقایسه کرد.